# Matsubayashi-ryū
Matsubayashi-Ryu (lit. "escuela del bosque de pinos"), también conocida como Shorin-Ryu Matusbayashi, es el nombre de una de las cuatro variantes que surgieron del estilo Shorin Ryu de Karate-Do, originario de las islas de Okinawa. Fue fundado por Ō-sensei Shoshin Nagamine, quien fuera discípulo de Ankichi Arakaki, Kodatsu Iha, Chotoku Kyan y Choki Motobu.

## Etimología
El nombre Matsubayashi-ryū proviene de los kanjis 松 (matsu, «pino») y 林 (hayashi, «bosque»). A su vez, estos caracteres admiten las lecturas sinojaponesas shō y rin, respectivamente, dando lugar al término "Shōrin-ryū", como también se designa al estilo.
La palabra "ryū" (流) que se agrega al final significa estilo, academia o escuela.

## Historia del Matsubayashi-ryū
El karate Matsubayashi-Ryu no existía antes de Nagamine Sensei lo fundara, pero sus inicios han existido durante varios siglos. Según el reconocido maestro e investigador Patrick McCarthy, de la Sociedad Internacional de Investigación del karate de las islas Ryukyu (IRKRS); el karate Matsubayashi-Ryu puede rastrear claramente su linaje desde el kung Fu chino al karate de Okinawa original, o "Te"; y al estilo de kobudo Yammani Ryu. El "Te" creció y se dividió en Naha-Te, Shuri-Te y Tomari-Te. Shuri-Te (también conocido genéricamente como Shorin-Ryu) luego se dividió en Kobayashi-Ryu (del maestro Chosin Chibana), Matsubayashi-Ryu (del maestro Shoshin Nagamine), Shobayashi-Ryu (del maestro Chotoku Kyan) y Matsumura Seito ortodoxo (del maestro Hohan Soken). No fue hasta 1936 que los maestros de Okinawa se reunieron y adoptaron el término "karate" o "mano vacía" para reemplazar el término anterior de mano (abreviado como "Te") que significaba "Mano China". Acordaron así el nuevo término, o karate, el cual refleja un mejor desarrollo del arte proveniente de Okinawa.
Después de la Segunda Guerra Mundial (1939-1945). Sensei Shoshin Nagamine encontró un libro del maestro Gichin Funakoshi, titulado "Introducción al Karate". Posteriormente afirmó que, el encuentro de este libro fue lo que le ayudó a tomar una decisión final para seguir al Karate como la ambición de una vida. Aunque no hay documentación de la misma, uno no puede dejar de preguntarse si las experiencias durante el servicio de Nagamine Sensei como soldado de infantería en la China ocupada en 1928, pudo también haber influido en su posterior desarrollo del estilo Matsubayashi-Ryu.
En 1947 fue la primera vez que el mundo público escuchó del estilo Matsubayashi-Ryu, esto ocurrió cuando Nagamine Sensei abrió su primer dojo y lo nombró el "Matsubayashi-Ryu Karate Kododan y centro de estudios de las artes marciales antiguas". Matsubayashi es la pronunciación de Okinawa de los caracteres para "Bosque de pinos." "Matsu" significa "pino" y "Hayashi" significa "bosque". Cuando los dos se colocan juntos, la "H" de Hayashi se pronuncia como "B", por lo que es Matsubayashi. "Shorin" es la pronunciación china de los mismos. "Ryu", significa estilo o sistema. Más literalmente, puede significar "río", el cual Nagamine Sensei dijo que refleja sus pensamientos que el arte del karate, y en concreto Matsubayashi-Ryu, es un ser vivo, cosa que fluye.
Nagamine Sensei creó el nombre "Matsubayashi" por respeto a sus dos grandes maestros (Chotoku Kyan y Motobu Choki). Estos dos maestros fueron Bushi Matsumura y Kosaku Matsumora. En los años que siguieron a su apertura, su dojo creció tanto en fama, como en tamaño. Pronto los soldados estadounidenses en las inmediaciones comenzaron a entrenar en su escuela.
En 1960 los Estados Unidos se introdujo el karate Matsubayashi-Ryu cuando James cera, un soldado, se convirtió en el primer occidental en abrir un dojo de Matsubayashi-Ryu en Dayton, Ohio. Más tarde, en 1962, Nagamine Sensei envió a uno de sus grados mayores, Ansei Ueshiro a los Estados Unidos con la intención de establecer firmemente el karate Shorin-Ryu, Matsubayashi-Ryu en América del Norte.
En la década de 1980 Ueshiro Sensei se separaron de Nagamine y formó la rama de Shorin-Ryu Karate EE. UU. (Matsubayashi-Ryu). tras el fallecimiento del sensei Ueshiro en mayo del 2002, el estilo se dividió en varias organizaciones, en los EE. UU.
En la actualidad hay una serie de escuelas que enseñan el Matsubayashi-Ryu Karate-Do en una forma u otra. Muchas de estas escuelas permanecen independientes y sin relación con las principales ramas americanas de Matsubayashi-Ryu.
Después de la muerte de Nagamine Soke en abril de 2012, fue seleccionado el Sensei Yoshitaka Taira (10º Dan) para servir como el presidente de la asociación WMKA. Una gran responsabilidad descansa en gran medida en sus hombros, ya que la reunificación del estilo Matsubayashi-Ryu sigue avanzando.

## Aspectos éticos del entrenamiento
Shoshin Nagamine redactó una serie de máximas, preceptos, actitudes y consejos. Estos están destinados al practicante, sea cual fuere su edad y categoría, orientados a llevar una buena y responsable práctica del karate.

### Preceptos para lograr la maestría
1. Él es humano y yo también lo soy.
2. Si admito que no puedo lograr lo que otros logran, limito mi propio desarrollo.
3. Debo descartar esta limitación. Si otro practica tres veces, debo practicar seis veces.
4. Para lograr el autoperfeccionamiento, no debo depender de otros. Musashi Miyamoto, el guerrero más famoso del Japón, dijo una vez: "Brinda tu respeto a los dioses y budas, pero nunca dependas de ellos".
5. Cultivaré con toda seriedad mi mente, mi cuerpo y la confianza en mí mismo.
6. Al referirnos al karate-do podemos decir que constituye un conflicto dentro de nosotros mismos, o un maratón que dura toda la vida y que solo podrá ser ganado con autodisciplina, entrenamiento duro y nuestros propios esfuerzos creativos.[4]

### Máximas del Matsubayashi-Ryu Karate Do
1. Cortesía: hace hincapié en la actitud de respeto que debe tener el karateka hacia sus senpai (compañeros de mayor jerarquía o experiencia) y kohai (compañeros de menor rango). Se manifiesta en la obligación de saludar con una inclinación antes y después de practicar tanto katas como kumite.
2. Limpieza: el karateka debe mantener un cuerpo y una mente limpios, así como también una conducta recta.
3. Asiduidad: la perseverancia, característica del pueblo japonés, debe transmitirse, no solo en la constancia del entrenamiento, sino en todos los aspectos de la vida.[4]

### Actitudes que deben respetarse en el entrenamiento del karate
1. Karate comienza y finaliza con cortesía. Por lo tanto debemos ser corteses con los mayores, los menores, los amigos y aún con los enemigos. En primer lugar debemos purificar nuestra mente y mantenernos siempre mental y físicamente sanos.
2. Durante las prácticas debemos eliminar de nuestra mente todo pensamiento egocéntrico y preocupante, y concentrarnos con máximo vigor en todos los movimientos. Cuando se logra esto, en última instancia el karate produce en el individuo una concentración de energía vital que se expande y llega a alcanzar proporciones heroicas en momentos de crisis.
3. La práctica del karate requiere que haya armonía entre la respiración y la acción. Por lo tanto debemos aprender a ajustar nuestra respiración hasta que lleguemos al punto en que, durante la práctica cada respiración coincida con cada uno de nuestros movimientos.
4. El karate requiere que al finalizar la ejecución de cada kata se logre una terminación perfecta. Por lo tanto, debemos terminar la ejecución de cada kata con toda nuestra mente en juego y con la máxima potencia.
5. La práctica del karate debe finalizar observando el concepto fundamental de que el karate comienza y finaliza con cortesía. Por lo tanto, tenemos que terminar la práctica saludando con circunspección.[4]

### Preceptos delDōjō
1. En primer lugar, es un lugar para purificar la mente.
2. Es un lugar para cultivar el poder de la perseverancia, fortaleciendo el cuerpo y sobreponiéndose a las dificultades que surjan durante el entrenamiento.
3. El dojo es el lugar donde se fomenta el coraje y se cultiva la naturaleza humana superior mediante el éxtasis del sudor en el trabajo duro. Es el lugar sagrado donde se pule el espíritu humano.
4. Los cinturones negros y quienes tengan más antigüedad son bien conscientes de estos hechos. Por lo tanto se les pide a los principiantes que ayuden a que el dojo sea un lugar sagrado, teniendo en cuenta las normas anteriores y observando lo siguiente:
  1. Mantener siempre los karateguis (uniformes) limpios.
  2. Ayudar en la limpieza de los vestuarios, duchas, recepción y portal.
  3. Estar bien informados sobre los "Preceptos para lograr la maestría en el karate-do"
  4. Asegurarse de poner el equipo y armas en el sitio que corresponda luego de ser utilizado.[4]

### Sugerencias para el entrenamiento
1. Partes vitales del cuerpo: Las partes vitales de nuestro cuerpo son aquellas donde se localizan centros nerviosos vulnerables.

Estas partes pueden sufrir una herida mortal si se les aplica un potente golpe. Por lo tanto, es necesario que el estudiante de karate tenga algún conocimiento de ellas.
1. Orden de sucesión: en los kata debe ejecutarse cada movimiento respetando el siguiente orden: primero la vista, luego los piés y finalmente las manos. Esto debe realizarse simultáneamente, de la misma manera como penetran los rayos solares en una pieza, al abrirse la puerta. No deben existir separaciones en este orden de sucesión. Esto requiere de un timing (sentido del tiempo) exacto.
2. Ejercicios de precalentamiento: Estos ejercicios son esenciales en el entrenamiento del karate, como lo son en el acondicionamiento deportivo; se los ha diseñado para aflojar los músculos, los ligamentos y todas las partes del cuerpo. Los ejercicios de precalentamietno también aumentan la circulación sanguínea y contribuyen a que el alumno no se lastime a causa de músculos excesivamente esforzados por falta de preparación para ejecutar movimientos veloces.

Si fuera necesario, puede incorporarse al precalentamiento cualquier ejercicio físico que se utilice en los deportes u otras artes marciales.
Los ejercicios de precalentamiento se inician extendiendo y contrayendo las piernas, girando varias veces la cabeza de izquierda a derecha, moviéndola hacia adelante y atrás y girándola siguiendo una circunsferencia. Se inclina el tronco del cuerpo hacia delante, atrás y a los costados. El saltar hace que el cuerpo y los hombros se relajen y entren en ritmo. Finalmente, se completan los ejercicios con varias respiraciones profundas. Cinco minutos son suficientes para llevar a cabo la serie de ejercicios anteriormente mencionada.

## Kihon
Durante kihon el estudiante practica las posturas, movimientos y técnicas. Esto le permite en última instancia perfeccionar su karate, así como ganar velocidad y conciencia de los mismos; de tal manera que luego el ejecutarlos sea para él tan natural e instintivo como respirar.

### Tachikata (posturas)
Tratándose de un arte marcial, las posturas deben tener las siguientes características, aunque realmente solo las shizentai-dachi (lit. "posiciones naturales") las cumplen completamente:
1. Duración prolongada.
2. Estabilidad y equilibrio.
3. Flexibilidad y movilidad.

A Continuación se enumeran todas las posturas que comprende la escuela Matsubayashi-ryu de Karate-do.
- Shizentai-dachi (posiciones naturales).
  - Soto-jachiyi shizentai-dachi (posición natural con las piernas separadas).
  - Migui-ashi-mae shizentai-dachi (posición natural con el pie derecho hacia adelante).
  - Jidari-ashi-mae shizentai-dachi (posición natural con el pie izquierdo hacia delante).

- Yun Shizentai-dachi (posiciones casi naturales).
  - Chokuritsu-fudo-dachi (posición de atención formal).
  - Jeisoku-dachi (posición con los pies unidos).
  - Nekoashi-dachi (posición del gato).

- Yigotai-dachi (postura con las piernas separadas).

- Naijanchi-dachi (postura de montar a horcajadas, del jinete).

- Zenkutsu-dachi (postura con la pierna delantera flexionada).

- Naname zenkutsu-dachi (postura con la pierna delantera flexionada oblicua).

- Kokutsu-dachi (postura con la pierna trasera flexionada).

- Kosa-dachi (postura con las piernas cruzadas).

- Ippon-ashi-dachi (postura con un pie).

- Iagoshi-dachi (postura arrodillada).

#### Movimientos intermedios
Los movimientos intermediarios son posturas de combate o de preparación. Se utilizan en los kata, integrados como eslabones entre las técnicas que se ejecutan. No se trata de efectos espectaculares, sino de movimientos físicamente sanos, fisiológicamente correctos y utilizables ofensiva y defensivamente.
La finalidad de estos es armonizar la ejecución rítmica de los kata, coordinándola con la respiración (inhalar al ejecutar una técnica defensiva, exhalar al ejecutar una técnica ofensiva) y darles a estos una dirección simétrica lineal. Se busca con ellos la "coincidencia posicional", es decir, que la posición inicial y final de los kata coincidan. Bien ejecutados, los movimientos intermediarios pueden ayudar al practicante a alcanzar el estado de 'zanshin, como se conoce a un estado mental donde el practicante está atento a cada movimiento y puede pasar de una postura a otra libremente.
- Suirakan no kamae (postura de combate del borracho).
- 'Riu-no-shita no kamae (postura de combate de la lengua del dragón).
- Sagurite no kamae (postura de combate de la mano que busca).
- Jotoke-gamae (postura de combate de la mano del Buda).
- Tenshin no kamae (postura de combate con el cuerpo en desplazamiento).
- Ura-gamae (postura de combate engañosa).

### Semekata (técnicas de ataque)
En Matsubayashi-ryu se contempla el uso de todas las partes del cuerpo para el ataque; si bien los ataques más efectivos se logran con puños, manos, codos y pies.
- Seiken waza (técnicas con el puño).
  - Shodan-zuki (golpe de puño hacia arriba).
  - Chudan-zuki (golpe de puño hacia la zona media).
  - Guedan-zuki (golpe de puño hacia abajo).
  - Kaku-zuki (golpe de puño hacia el costado).
  - Tomoe-zuki (bloqueo circular y golpe de puño).
  - Saiu-zuki (doble golpe de puño hacia los costados).
  - Kakushi-zuki (golpe proveniente del puño escondido).
  - Oi-zuki (golpe de puño de seguimiento).
  - Wari-uke-zuki (golpe de puño con bloque simultáneo).
  - Morote-zuki (golpe de puño lateral reforzado).

- Iubi waza (técnicas con los dedos).
  - Nukite-zuki (ataque con la mano a modo de lanza).
  - Morote-nuki-zuki (golpe doble con las manos a modo de punta de lanza).
  - Shi-zuki (golpe con los dedos a modo de pico).

- Uchi waza (técnicas de golpes en general).
  - Uraken-uchi (golpe con el revés del puño).
  - Kentsui-uchi (golpe de martillo con el puño).
  - Shuto-uchi (golpe con el canto de la mano).
    - Kiobu shuto-uchi (golpe con el canto de la mano hacia el pecho).
    - Kiobu morote shuto-uchi (doble golpe con los cantos de las manos hacia el pecho).
    - Kiobu-soete shuto-uchi (golpe reforzado con el canto de la mano hacia el pecho).

  - Jaito-uchi (golpe con el canto interior de la mano).

- Ate waza (técnicas demoledoras).
  - Jiyi-ate (golpe demoledor con el codo).
    - Tate jiyi-ate (golpe demoledor hacia arriba con el codo).
    - Ioko jiyi-ate (golpe demoledor hacia adelante con el codo).
    - Ushiro jiyi-ate (golpe demoledor hacia atrás con el codo).
    - Sasae jiyi-ate (golpe demoledor con el codo reforzado).

  - Jiza-ate (golpe demoledor con la rodilla).
  - Shotei-ate (golpe demoledor con el talón de la palma de la mano).
    - Shodan shotei-ate (golpe demoledor hacia arriba con el talón de la palma de la mano).
    - Chudan shotei-ate (golpe demoledor hacia la zona media con el talón de la palma de la mano).
    - Guedan shotei-ate (golpe demoledor hacia abajo con el talón de la palma de la mano).
    - Tomoe shotei-ate (golpe demoledor con el talón de la palma de la mano en forma circular).

### Ukekata (técnicas de bloqueo)
El objetivo del Matsubayashi-ryu es derrotar al enemigo sin tener que atacar. Con esta finalidad se desarrollan las técnicas de bloqueo.
- Seiken-ude-uke (bloqueos con el antebrazo).
  - Yodan-uke (bloqueo hacia arriba).
  - Chudan soto-uke (bloqueo hacia afuera en la zona media).
  - Chudan ioko-uke (bloqueo lateral en la zona media).
  - Chudan uchi-uke (bloqueo hacia adentro en la zona media).
  - Guedan-uke (bloqueo hacia abajo)-
  - Guedan-ioko-barai-uke (bloqueo lateral hacia abajo).
  - Sasae-uke (bloqueo reforzado con el antebrazo).
  - Saiu-barai-uke (doble bloqueo lateral inferior).
  - Yodan wari-uke (bloqueo que divide o separa hacia arriba).
  - Chudan wari-uke (bloqueo que divide en la zona media).
  - Yodan kosa-uke (bloqueo cruzado hacia arriba).
  - Guedan kosa-uke (bloqueo cruzado hacia abajo).
  - Morote soe-uke (bloqueo reforzado con el antebrazo).
  - Chudan soto-mawashi-uke (bloqueo circular lateral en la zona media).
  - Morote-barai-uke (bloqueo inferior reforzado).
  - Jazushi-uke (bloqueo de desprendimiento).
  - Otoshi-uke (bloqueo en caída hacia abajo).
- Shutó y jaitó-uke (bloqueos con los cantos exteriores e interiores de las manos).
  - Chudan soto-shuto-uke (bloqueo con el canto de la mano hacia afuera de la zona media).
  - Yodan uchi-shuto-uke (bloqueo superior hacia adentro con el canto de la mano).
  - Chudan ioko-shuto-uke (bloqueo lateral en la zona media con el canto exterior de la mano).
  - Guedan shuto-uke (bloqueo hacia abajo con el canto exterior de la mano).
  - Guedan shuto ioko-barai-uke (bloqueo lateral inferior con el canto exterior de la mano).
  - Chudan jasami-uke (bloqueo tipo tijera en la zona media).
  - Makite-uke (bloqueo en espiral con el canto de la mano).
  - Maguetori-barai-uke (bloqueo hacia arriba con el canto exterior de ambas manos).
  - Torite-uke (bloqueo con una mano que toma).
  - Sagurite-uke (bloqueo con una mano que busca).
  - Guedan jaito-ioko-uke (bloqueo lateral hacia abajo con el canto interior de la mano).
- Shotei-uke (bloqueo con el talón de la palma de la mano).
  - Chudan shotei-uke (bloqueo en la zona media con el talón de la palma de la mano).
  - Guedan shotei-uke (bloqueo hacia abajo con el talón de la palma de la mano).
- Jiyi-uke (bloqueo con el codo).
- Janguetsu-barai-uke (bloqueo de medialuna con el pie).

### Kerikata (técnicas de golpes con el pie)
Los golpes dados con el pie requieren de mucho entrenamiento, puesto que si son mal ejecutados, dejan una apertura a un ataque de nuestro oponente que podría hacernos perder el equilibrio. Los ataques deben dirigirse a la parte inferior del cuerpo, los laterales del tronco o al plexo solar.
- Kiobu-gueri (golpe al pecho con el pie).
- Fukubu-gueri (golpe al abdomen con el pie).
- Kinteki-gueri (golpe a la ingle con el pie).
- Sokutó-gueri (golpe con el canto del pie).
- Nidan-gueri (doble golpe con los pies en el aire hacia delante).

## Kata
Se conoce como kata (lit. "forma") a una serie de técnicas ofensivas y defensivas ordenadas sistemáticamente, ejecutadas en secuencia contra uno o más oponentes imaginarios, y que siguen un modelo simétrico y lineal.
De los, aproximadamente, treinta katas con que contaban los antiguos estilos de Shuri-te y Tomari-te, el Matsubayashi-ryu heredó 16, a los cuales se les agregó posteriormente dos primeros katas más básicos, totalizando 18 katas de la escuela.
- Fukiúgata I - II (ichi - ni)

Desarrollados por Shoshin Nagamine, fundador del Matsubayashi-ryu, y Chojun Miyagi, fundador del Goyu-ryu; ante la dificultad que representaban los katas Pinan para los estudiantes principiantes. Fueron autorizados como katas básicos en 1940 por el Comité Especial de Karate-Do de Okinawa, presidido por Gen Hayakawa, gobernador de la Prefectura de Okinawa.
- Pinan I - V (shodan - godan)

Creados en 1907 por Anku Itosu. Concebidos originalmente para ser aprendidos por los estudiantes de las escuelas superiores, durante mucho tiempo permanecieron como los primeros katas a ser estudiados por los alumnos, hasta la introducción de los katas Fukiúgata I y II.
- Naijanchi I - III (shodan - sandan)

Se desconoce su creador. Antes de la creación de los Pinan, los kata Naijanchi (lit. "montar a horcajadas") eran practicados por los alumnos principiantes.
Se caracterizan por movimientos laterales y firmes ejecutados con la parte inferior del cuerpo (cintura y piernas). La postura para su ejecución es la naijanchi-dachi (lit. "postura de montar a horcajadas").
- Anankú

No se conoce a su creador. Se caracteriza por enfocarse en destrezas ofensivas y defensivas. Se ejecuta en posición zenkutsu-dachi (lit. "postura con la pierna delantera flexionada").
- Wankán

Su creador también es desconocido. Se caracteriza por la ejecución de técnicas de ataque y defensa elegantes y potentes.
- Rojai

Creador desconocido. Se caracteriza por una posición donde el karateka aguarda con un solo pie apoyado en el cuerpo, mientras el otro permanece recogido y listo para atacar con un puntapié y desplazar el cuerpo.
- Passai

Uno de los kata favoritos de sensei Kyan. Se caracteriza por ejecutar movimientos rápidos y shutó-waza (técnicas con el canto de la mano).
- Goyushijo

El nombre significa literalmente "cincuenta y cuatro pasos". Se dice que sus movimientos se asemejan a los de una persona borracha. Se caracteriza por ejecutar movimientos de nukite-zuki (lit. "ataque con la mano a modo de lanza", son los ataques realizados con la mano abierta).
- Chintó

Otro de los kata favoritos de sensei Kyan y de sensei Arakaki. Se caracteriza por movimientos dinámicos, inclusive ejecutando técnicas de puntapié durante un salto.
- Kusankú

Este kata, introducido en Okinawa por un karateka chino homónimo, fue adaptado a la versión que hoy se practica, aproximadamente en 1761. Fue el kata predilecto de sensei Chotoku Kyan. En este aparecen la mayoría de las técnicas de ataque y defensa más avanzadas, lo que lo hace el más avanzado y magnífico de los kata de la escuela Matsubayashi-ryu de Karate-Do. Es el kata más difícil de aprender y requiere de un profundo entrenamiento durante más de una década para dominarlo.

## Kumite
Así como en la práctica de kata se ejecutan movimientos contra enemigos imaginarios, en kumite (lit. "enfrentamiento" o "combate") se practica contra un compañero de entrenamiento.
La práctica de kumite arreglado de antemano (donde no se da un enfrentamiento libre, sino que se ejecutan movimientos previamente establecidos) ayuda a desarrollar tanto los reflejos del practicante, como su "timing" (sentido del tiempo) y ma ai (noción de la distancia correcta entre uno mismo y su enemigo a la hora de atacar o defender).
Sensei Nagamine insiste en la importancia de la práctica de kumite y kata. Así como en kata se entrena para ejecutar correctamente las técnicas y movimientos, en kumite su pone a prueba la destreza frente a un enemigo real, en una situación controlada. Asimismo reafirma la necesidad de practicarlo con seriedad, dando todo de uno en cada movimiento, pero nunca con la intención de hacer daño.
La escuela Matsubayashi-ryu de Karate-do practica siete situaciones de kumite controlado, se las conoce como Iakusoku Kumite I-VII.

### Siete consideraciones esenciales
Ante la opinión favorable que tenía Sensei Motobu del kumite, Shoshin Nagamine decidió desarrollarlo con mucha seriedad. Para lo mismo redacto una lista de siete consideraciones esenciales para la práctica de kumite, que el alumno debe tener siempre presente.
1. Desarrollar técnicas que nos permitan defendernos y atacar simultáneamente.
2. Desarrollar técnicas que nos permitan defendernos y atacar simultáneamente con ambas manos.
3. Desarrollar técnicas que nos permitan defendernos y atacar simultáneamente con ambas manos y los pies.
4. Desarrollar técnicas que nos permitan desplazar nuestros cuerpos hacia la posición de ataque, apelando a los reflejos con naturalidad y con el objeto de mantenernos siempre a los costados del oponente y evitar su enfrentamiento.
5. Desarrollar técnicas que nos permitan defendernos y atacar mediante el desplazamiento del cuerpo y acercarnos al oponente desde el costado o el frente, con la firme determinación de encontrar alguna forma de vencerlo en situaciones críticas.
6. Desarrollar nuestro sentido o sistema nervioso para que actúe rápidamente y por reflejo, permitiendo aplicar un puntapié al oponente cuando nos agarre o cuando lo agarremos.
7. Desarrollar técnicas que nos permitan atacar al oponente mediante un golpe de puño o pie, por reflejo y después de haber anulado su movimiento sin perder nuestro control sobre él.

## Kobudō
A pesar de que el Karate se ha desarrollado como una forma de defensa sin armas, poco a poco fue introduciéndose la práctica de Kobudō (arte marcial en la que se practica con armas tradicionales) en este estilo de combate.
Tanto en Okinawa, como en muchas otras partes de Japón, el arte de las armas tradicionales o kobudo se desarrolló como una forma de defensa en la que fuera posible utilizar a modo de arma instrumentos y herramientas de la vida cotidiana, como el bō, bastón que se utilizaba para cargar objetos pesados; o  el nunchaku, que servía como herramienta agrícola.
La escuela Matsubayashi-ryu de karate-do, tal como la concibió Sensei Nagamine enseña el manejo de cuatro tipos de armas, a saber:
- Bō.
- Nunchaku.
- Tuifa.
- Sai.

## Jerarquías y grados
Dentro del Dojo existe un sistema de jerarquías bien definido. Ante todo está la figura del Sensei, el maestro o instructor. Antiguamente los practicantes se dividían simplemente en quienes habían alcanzado un grado destacado y vestían cinturones negros, y quienes todavía no alcanzaban dicho grado, o recién comenzaban la práctica y vestían cinturones blancos. Hoy en día las artes marciales tradicionales distinguen diferentes grados  alcanzados de acuerdo a la práctica y el nivel de experiencia del practicante. <estos grados se dividen de acuerdo al color de los obi (cinturones). En Matsubayashi-ryu se distinguen 9 kyū (niveles de progresión básicos e intermedios antes del cinturón negro 1 Dan) y 10 dan (grados superiores, dentro de los practicantes cinturón negro), a saber:
| Nivel      | Color de obi       |
| ---------- | ------------------ |
| 9° kyu     | Blanco             |
| 8°/7° kyu  | Naranja            |
| 6°/5° kyu  | Verde              |
| 4°/3° kyu  | Azul               |
| 2° kyu     | Marrón (1° examen) |
| 1° kyu     | Marrón (2° examen) |
| 1°/10° dan | Negro              |

Otra forma de diferenciar y reconocer las jerarquías dentro del dojo es por la forma en que se dirige un practicante hacia los demás. Cuando se refiere a un estudiante de grado superior o más antiguo dentro del mismo rango, se lo llama "senpai". En cambio, cuando se quiere hacer referencia a un estudiante de grado inferior o con menos experiencia dentro del mismo rango, se lo llama "kohai".
Estas dos formas de jerarquía se toman en cuenta durante la práctica en el dojo, para organizar el sitio que ocupará cada uno. Normalmente los practicantes se situarán alineados, de acuerdo al espacio del lugar de práctica, los de menor rango más cerca del sensei, y los de mayor rango más alejados.